# Imagine Entertainment
Imagine Entertainment, anteriormente Imagine Films Entertainment, también conocida simplemente como Imagine, es una compañía de producción de cine y televisión estadounidense fundada en noviembre de 1985 por el director Ron Howard y el productor Brian Grazer.
Dentro de sus producciones, se incluyen las series de televisión, 24 (2001–2014) y Arrested Development (2003–2019) y las películas, Apollo 13 (1995), A Beautiful Mind (2001) y The Da Vinci Code (2006).
Imagine Entertainment está asociada con Universal Pictures, que ha distribuido muchas de las producciones de Imagine.